# Alexander Ryabkin
Alexander Ryabkin (né le 1er mai 1989 à Sverdlovsk) est un coureur cycliste russe, membre de l'équipe Caja Rural de 2011 à 2012.

## Palmarès
- 2007
  - Circuito Cántabro Junior
- 2008
  - 3e du Tour de Castellón
- 2009
  - 4e étape du Tour de Tarragone
  - Classement général du Tour de Ségovie
  - 2e du Tour de la Bidassoa
  - 2e de la Volta del Llagostí
  - 2e de la Tour de la communauté de Madrid espoirs
  - 2e du Tour de Palencia
- 2010
  - San Juan Sari Nagusia
  - San Roman Saria
  - Classement général du Tour du Portugal de l'Avenir
  - 1re étape du Tour de Zamora
  - 2e du Gran Premio Kutxa
  - 3e du Mémorial José María Anza

## Classements mondiaux
| Année           | 2011   | 2012   |
| --------------- | ------ | ------ |
| UCI Europe Tour | 1 268e | 1 031e |